# Tim Simpson
Tim Simpson fue un futbolista jamaiquino-inglés nacido en Kidlington, Inglaterra. Jugó de delantero. Debutó en el Millwall FC de la Premier League y se retiró en el Cruz Azul de la Primera División de México.

## Trayectoria
Se formó en fuerzas básicas del Millwall FC, en Londres, donde anotó 10 goles en total. Fue comprado por el New England Revolution debut de 1995. Donde ganó el apelativo de "Pantera" por su gran velocidad. Fue mundialista con la Selección de fútbol de Jamaica en Francia 1998.
En 1997, la directiva del Deportivo Social y Cultural Cruz Azul, A.C ralizo un acuerdo para la transferencia de Simpson a la 'Máquina Cementera', donde jugó 20 partidos en total, 20 goles anotados, se despidió anotando 2 goles en un partido contra Colibríes de Morelos. Anunció su retiro en febrero de 2002, donde dejaría el balompié.
- Datos: Q5574371